# Ново-Паново
Но́во-Пано́во (Но́вое Пано́во) — исторический район Санкт-Петербурга. Расположено в Красносельском районе.
Ново-Паново находится между Таллинским шоссе и рекой Дудергофкой, севернее расположен район Старо-Паново.
Первая часть названия (Ново-) указывает на то, что деревня возникла после Старо-Панова.

## История и современность
Деревня возникла в конце XVIII в. в месте слияния реки Лиги и её притока Алайоки (р. Чёрная), в то время полноводных и с чистой родниковой водой из Дудоровских ключей. Деревня была заселена переселёнными с Карельского перешейка финнами-савакотами.
В 1765 году Екатерина II наряду с другими землями пожаловала своему фавориту графу Г. Г. Орлову мызу Лигово с деревнями Лигово, Ивановская, Новая, Старое Паново, Новое Паново, Новое Койрово и Сосновка.
Жилые постройки в Ново-Панове соседствуют с промышленными постройками. Рядом с бывшей деревней несколько автосалонов. С другой стороны Таллинского шоссе есть гипермаркеты «Лента» и «Леруа-Мерлен». Южнее, у развязки КАД, находится светодиодный завод ЗАО «Оптрон-Таллинское». На месте самой деревни разместилась ферма кроликов-великанов.